# Dakoré
Dakoré est une localité située dans le département de Bokin de la province du Passoré dans la région Nord au Burkina Faso.

## Géographie
Dakoré est situé à 12 km au nord-ouest du centre de Bokin, le chef-lieu du département, à 2 km au nord-ouest de Tengand-Tanga et à environ 50 km à l'est de Yako.

## Santé et éducation
Le centre de soins le plus proche de Dakoré est le centre de santé et de promotion sociale (CSPS) de Tengand-Tanga tandis que le centre médical avec antenne chirurgicale (CMA) de la province se trouve à Yako.
Le village possède une école primaire sous paillote.